# レオニー・マルタン
レオニー・マルタン（Léonie Martin、1863年6月3日-1941年6月17日）はフランスのカトリック教会、聖母訪問会の修道女。カルメル会修道女でカトリック教会の聖人・リジューのテレーズの姉。

## 生涯
フランス・ノルマンディーのアランソンでマルタン夫妻（父・ルイ、母・アゼリー・ゲラン）の3女として生まれ、2人の姉（マリー、ポリーヌ）と2人の妹（セリーヌ、テレーズ）に囲まれて育てられたが彼女は病弱で知恵遅れであったため両親を困らせていた。特に母はレオニーの行く末を心配し姉で聖母訪問会修道女のマリー・ドジテや弟のイシドールに相談し、祈りを依頼した。幼少期から修道院経営の寄宿学校に在籍していたレオニーは修道女になる憧れを抱き、伯母に「本物の修道女になるように」と手紙で頼んだ。伯母や家族は困惑したが伯母は彼女の願いを受け入れたのち、病気で死去した。その後、母も長年患っていた乳癌で亡くなり、悲しみを癒えぬうちに一家ともにリジューに移り住んだ。やがて、姉妹が相次いで修道院に入り彼女も決心し、最初にクララ会に入会したが健康上の理由で退会し1度目の挫折を味わった。
次に伯母が在籍したカーンの聖母訪問会に1度目の入会をするが退会し、その間、末の妹テレーズがカルメル会に入り修道女になり、父が失踪したりしたが彼女は3度目に2度目の聖母訪問会に入り、修練女として着衣し「テレーズ・ドジテ」の修道名を名乗った。しかし、父が心臓発作で亡くなったのと、修道院の厳しい規律に耐えかね1895年7月20日、退会を余儀なくされた。姉の三度の挫折に心配し、心を痛めたテレーズは手紙を通してレオニーを励まし、神に信頼するように諭した。
1897年9月30日、最愛の妹テレーズは結核で死去、レオニーは4度目の修道生活に挑戦し1899年6月30日、36歳で2度目の着衣を済ませ修道名を妹とフランシスコ・サレジオにちなみ、「フランソワーズ・テレーズ（Françoise-Thérèse）」と名乗った。1900年、誓願を立て修道女となった。以来、順調よく修道女としての道を歩み、1915年、テレーズの列聖調査に協力するため3人の姉妹との再会を果たした。
1941年6月17日、死去。カーン市民は聖女の姉の死を心から悼み、修道院に駆けつけた。レオニーは修道院地下墓地に埋葬されたが、1960年ごろ、彼女の墓を訪れる巡礼者が増加し修道院側はそれに対応し彼女の墓を禁域（修道院では外部の立ち入りを禁止するために設けられた区域）からはずして参拝を許可した。